# Iota Boötis
Iota Boötis (Asellus Secundus, 21 Boötis) é uma estrela binária na direção da constelação de Boötes. Possui uma ascensão reta de 14h 16m 10.07s e uma declinação de +51° 22′ 01.3″. Sua magnitude aparente é igual a 4.75. Considerando sua distância de 97 anos-luz em relação à Terra, sua magnitude absoluta é igual a 2.38. Pertence à classe espectral A9V. É uma estrela variável δ Scuti.